# Дві Води
Дві Води (словац. Dve vody) — річка в Словаччині, права притока Вайсковського потоку, протікає в окрузі Брезно.
Довжина приблизно 4.6 км. Витік знаходиться в масиві Низькі Татри (частина Дюмберські Татри) — схил гори Жярська-Голя — на висоті близько 1760 метрів. Протікає територією села Долна Легота.
Впадає у Вайсковський потік на висоті приблизно 710-715 метрів.